# Есёнка (остановочный пункт)
Есёнка (пол. Jesionka) — остановочный пункт железной дороги в селе Есёнка в гмине Вискитки, в Мазовецком воеводстве Польши. Имеет 2 платформы и 2 пути. 
Остановочный пункт на железнодорожной линии Варшава-Центральная — Катовице, построен в 1967 году. 